# Carabus adamsi
Carabus adamsi es una especie de insecto adéfago del género Carabus, familia Carabidae. Fue descrita científicamente por M. Adams en 1817.
Habita en Irán, Georgia, Azerbaiyán, Kazajistán y Rusia.